# Равница
Равница је облик рељефа, тј. мањи тип низије, која није морфолошки индивидуална и ограничена планинским странама. Према структури и настанку могу бити: „струкурне” (настале у хоризонталним или благо нагнутим слојевима и представљају плоче или табле — Патагонија), затим „ерозивне” (настале ерозивним радом у процесу апланације) и „акумулативне” (настале акумулацијом и таложењем материјала на ушћу река, око корита, на обалама мора, језера, океана и сл).
У долини, равница је затворена са две стране, али у другим случајевима равница може бити оцртана потпуним или делимичним прстеном брда, планинама или литицама. Тамо где геолошка област садржи више од једне равнице, оне могу бити повезане пролазом (понекад званим јаз). Обалске равнице се углавном уздижу од нивоа мора све док не наиђу на узвишења као што су планине или висоравни.
Равнице су један од главних облика рељефа на Земљи. Оне су присутне на свим континентима и покривају више од једне трећине светске копнене површине. Равнице се могу формирати од текуће лаве; од таложења седимента водом, ледом или ветром; или формиране ерозијом од стране агенаса са брда и планина. Биоми на равницама укључују пашњаке (умерене или суптропске), степе (полусушне), саване (тропске) или тундре (поларне). У неколико случајева, пустиње и прашуме се такође могу сматрати равницама.
Равнице у многим областима су важне за пољопривреду, јер тамо где је земљиште наталожено као седимент може бити дубоко и плодно, а заравњеност олакшава механизацију производње усева; или зато што подржавају пашњаке који обезбеђују добру испашу за стоку.

## Типови равница

### Депозиционе равнице
Типови таложних равница укључују:
- Абисалне равнице, равне или веома благо нагнуте области дубоког океанског басена.[6][7]
- Планиција, латинска реч за равницу, користи се у именовању равница на ванземаљским објектима (планетама и месецима), као што су Хелас планиција на Марсу или Седна планиција на Венери.
- Алувијалне равни, које формирају реке и које могу бити један од ових преклапајућих типова:
  - Алувијалне равнице, формиране током дужег временског периода тако што је река таложила седимент на њихове поплавне равнице или корита, који постаје алувијално земљиште. Разлика између поплавне равнице и алувијалне равнице је: поплавна равница представља подручја која су поплављена прилично редовно у садашњости или недавно, док алувијална равница укључује подручја на којима је поплавна равница сада и некада била, или подручја која су само поплављена неколико пута у веку.[8]
  - Поплавна равница, у близини језера, реке, потока или мочваре која доживљава повремене или периодичне поплаве.
  - Скролна равница, равница кроз коју вијуга река са веома малим нагибом.
- Глацијалне равнице, настале кретањем глечера под силом гравитације:
  - Испирна равница (такође позната као сандур), глацијална равница испирања формирана од седимената таложених отопљеном водом на крају глечера. Сандар се састоји углавном од раслојеног (слојевитог и сортираног) шљунка и песка.[9][10]
  - Тилна равница, глечерска равница формирана када се плоча леда одвоји од главног тела глечера и топи се у месту одлажући седименте које носи. Такве равнице се састоје од несортираног материјала (тила) свих величина.
- Језерске равнице, равнице које су се првобитно формирале у језерском окружењу, односно као корито језера.[11][12]
- Равнице лаве, формиране слојевима лаве која тече.[13]

### Ерозијске равнице
Ерозијске равнице су заравњене разним агенсима денудације као што су текућа вода, реке, ветар и глечер који троше неравну површину и заглађују је. Равнице настале дејством ових агенаса денудације називају се пенеплејни (скоро равнице), док се равнице настале дејством ветра називају педиплајни.

### Структурне равнице
Структурне равнице су релативно непоремећене хоризонталне површине Земље. То су структурно депресивна подручја света која чине неке од најпространијих природних низија на површини Земље.